# Carlowitz (Adelsgeschlecht)

Wappen derer von Carlowitz

Carlowitz ist der Name eines alten sächsischen Adelsgeschlechts. Die Herren von Carlowitz waren ursprünglich Vasallen der Burggrafen von Dohna und gehören zum meißnischen Uradel.

## Geschichte
Erstmals wurde Otto von Karlwiz im Jahre 1311 in einer Urkunde des Burggrafen Otto III. von Donin genannt. Die Stammreihe des Geschlechts beginnt im Jahr 1375 mit Hans von Carlowitz, Lehnsmann der Burggrafen zu Dohna. In der Markgrafschaft Meißen bzw. im späteren Sachsen hatte sich das Geschlecht von Carlowitz stark verbreitet und reichen Grundbesitz erworben. Sie erhielten im Laufe der Zeit von ihren Landesherren, aber auch von fremden Fürsten, hohe Ämter als Hof- und Staatsbeamte. Zu besonders großem Einfluss gelangten im 15. und 16. Jahrhundert Georg von Carlowitz und sein Neffe Christoph von Carlowitz als Räte der sächsischen Herzöge und Kurfürsten. Von Kaiser Karl V. wurde Christoph von Carlowitz am 13. Januar 1522 der erbliche Titel eines Erbvierritters des Heiligen Römischen Reiches verliehen.
Letzter legitimer Träger dieses Titels war Georg Anton von Carlowitz (1866–1945), königlich sächsischer Oberst und Ritter des Militär-St.-Heinrichs-Ordens. Auch das Amt des sächsischen Oberforstmeisters bekleideten die von Carlowitz über mehrere Generationen.
Der sächsische Oberberghauptmann Hans Carl von Carlowitz hat 1713 in seinem Buch Sylvicultura oeconomica als Erster den Begriff der Nachhaltigkeit im Zusammenhang mit der Forstwirtschaft geprägt. Im 19. Jahrhundert waren Hans Georg von Carlowitz, als königlich sächsischer Minister, und dessen Sohn Albert von Carlowitz entscheidend an der weiteren gemeinsamen Gestaltung der deutschen Staatenwelt und der Gründung des Deutschen Reiches beteiligt. Adolph von Carlowitz war 1914 sächsischer Kriegsminister und während des Ersten Weltkrieges als General der Infanterie Oberbefehlshaber der 2. Armee.
Verschiedene Vertreter der Familie waren zu allen Generationen Mitglieder des Johanniterordens. Sie gingen zuvor auf verschiedene bekannte Gymnasien und Alumnate, wie das Vitzthum-Gymnasium Dresden oder die Fürstliche Landesschule St. Afra in Meißen. Der spätere Jurist Julius von Carlowitz dagegen war Zögling auf der Ritterakademie Brandenburg.

## Wappen
Das Stammwappen zeigt in Silber drei (im Verhältnis 2:1) in der Mitte mit den Stielen verbundene schwarze Kleeblätter. Auf dem Helm befindet sich ein wie der Schild gezeichneter silberner Flug. Die Helmdecke ist ebenfalls schwarz-silbern.
Der Wahlspruch der Familie lautete: Invia virtuti nulla est via (lat. – Der Tapferkeit ist kein Weg ungangbar).

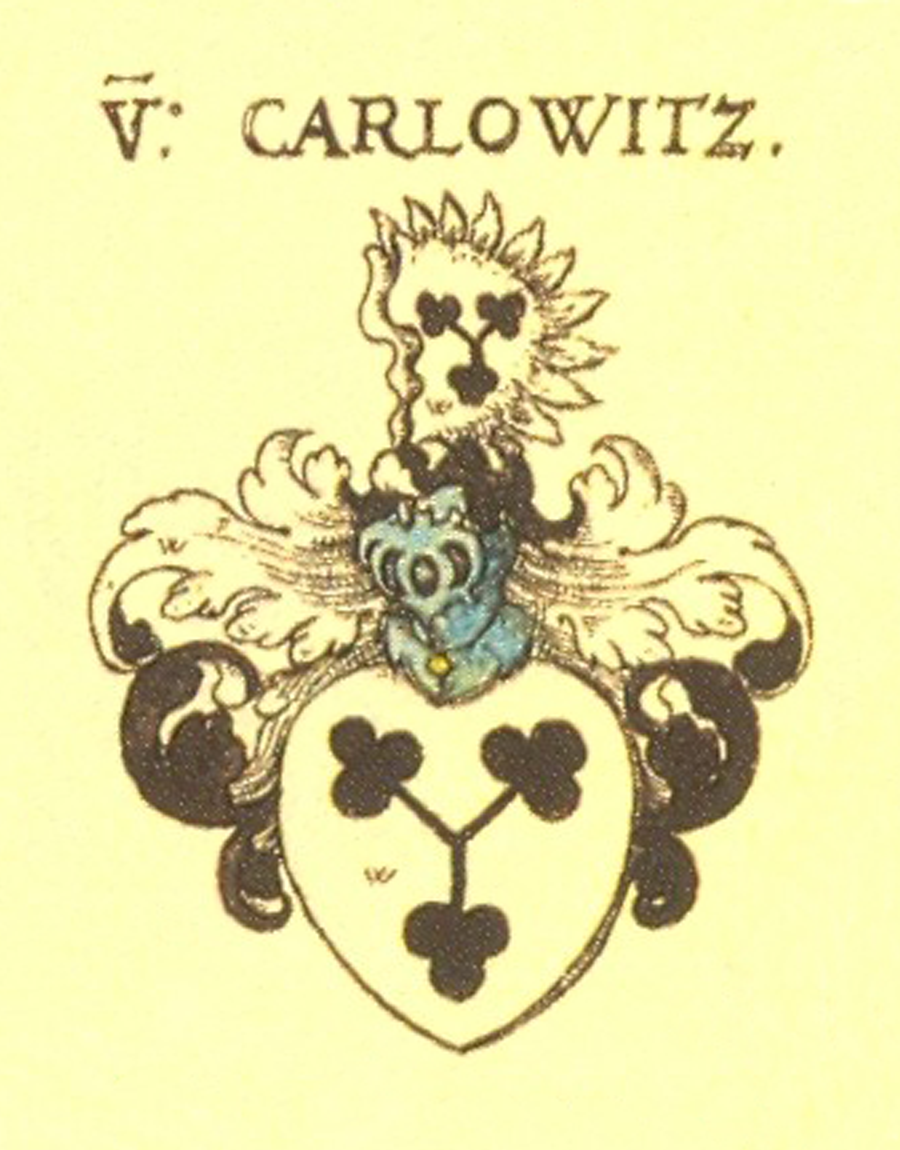
Wappen im Siebmacher
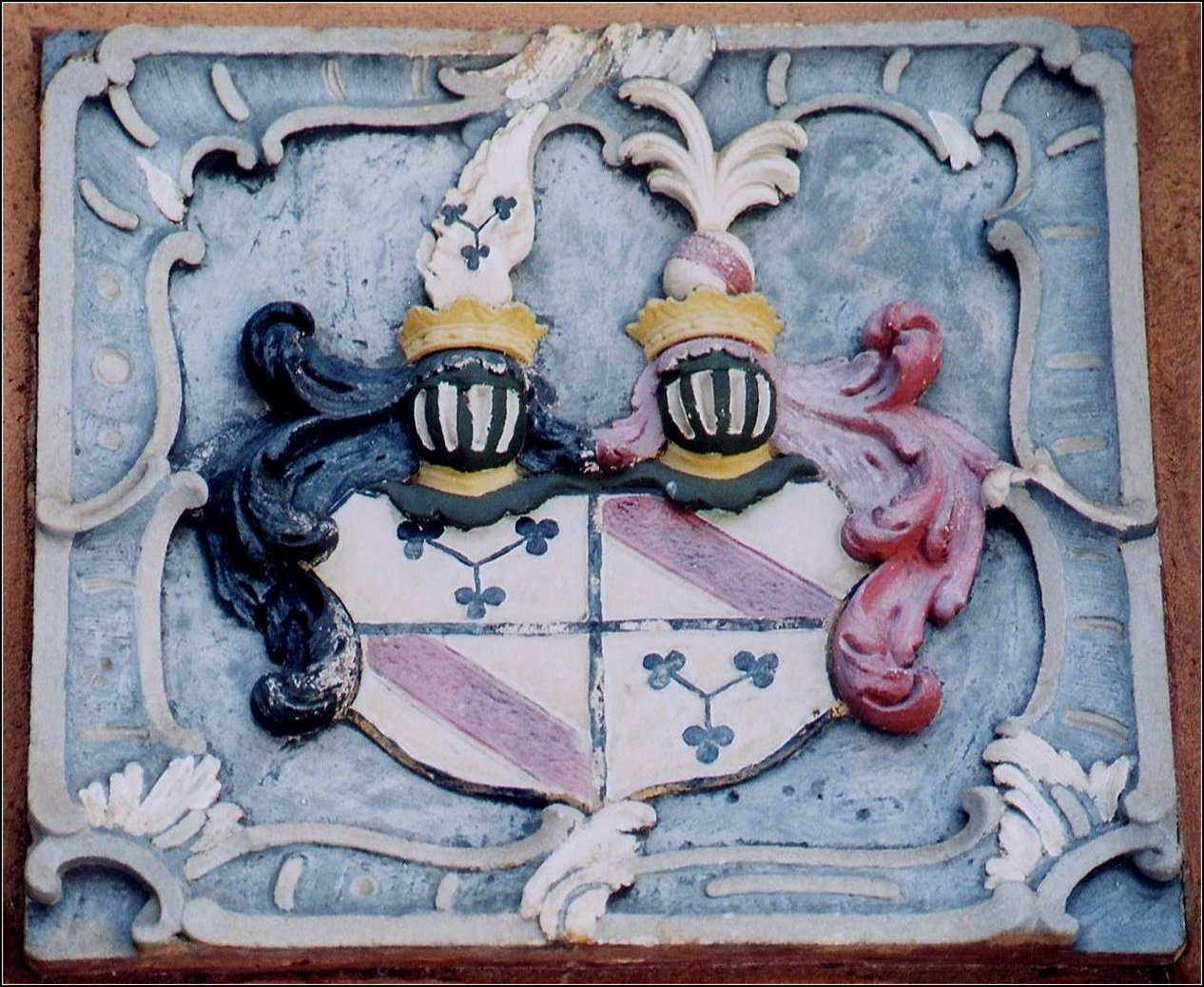
Wappen am Schloss Kuckuckstein

## Herrschaften und Besitzungen (Auswahl)

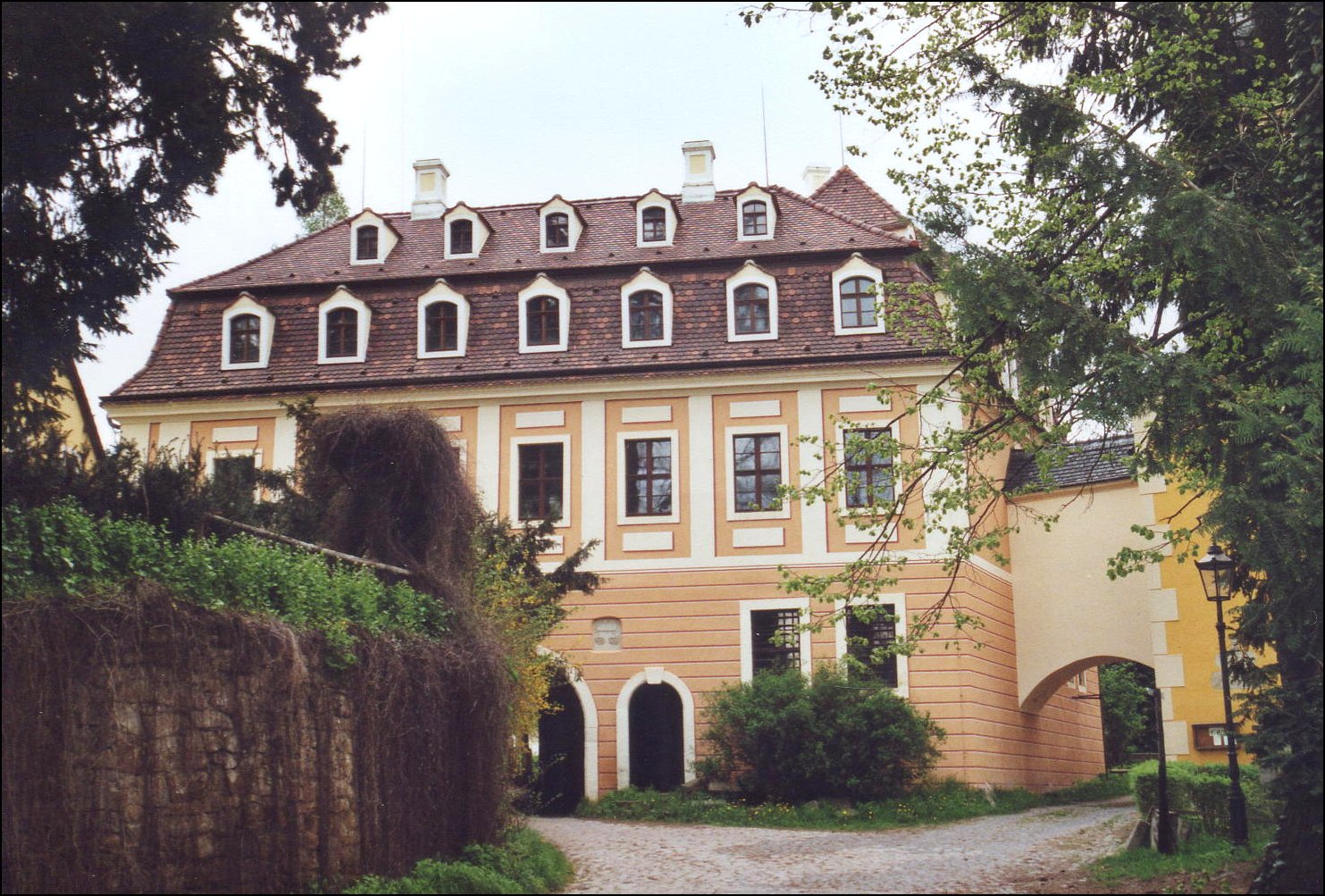
Schloss Zuschendorf

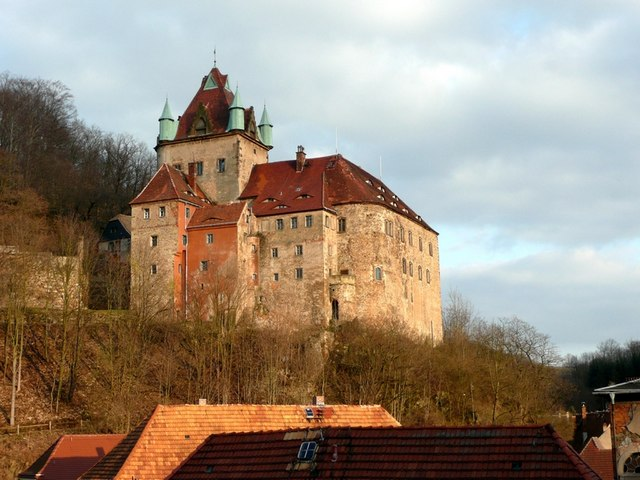
Schloss Kuckuckstein in Liebstadt

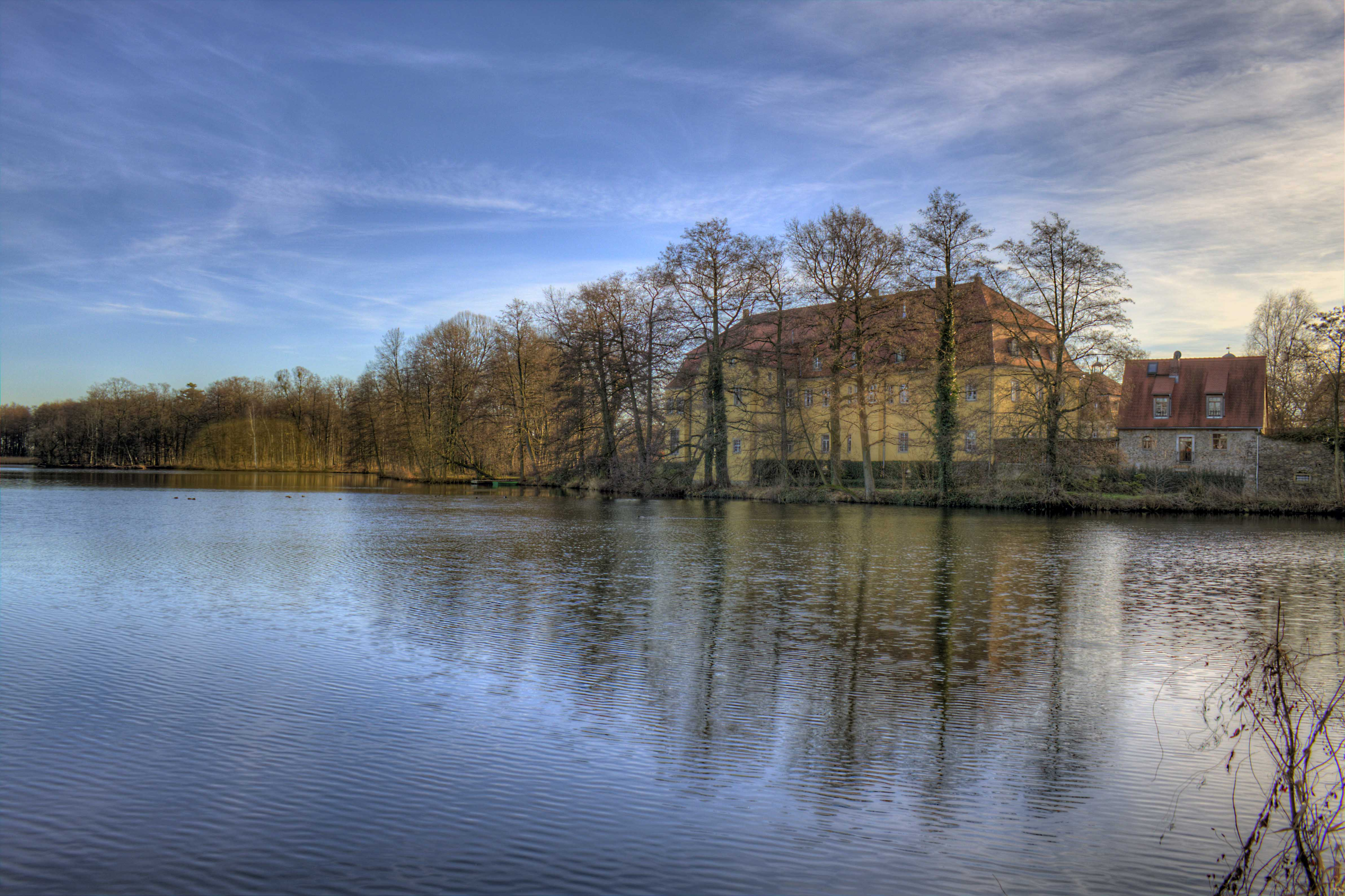
Gut Heyda (nach 1990 zurückerworben)

- Zuschendorf: 1403–1695 (ältester Stammsitz derer von Carlowitz)
- Kreischa mit Saida, Karsdorf und Zscheckwitz: 1456–1669
- Niedersedlitz: 1465–?
- Grundherrschaft Wachwitz: 15. Jahrhundert
- Grundherrschaft Hermsdorf: 15. Jahrhundert – 1574
  - Dazu gehörten Friedersdorf, Gomlitz, Lausa, Wahnsdorf und Weixdorf
- Pillnitz: 1463–1535
- Burg Kriebstein: 1543–1576
- Grundherrschaft Helmsdorf: 1559–?
- Amt und Schloss Rabenstein: 1602–1774
- Herrschaft und Schloss Herbsleben: 1647–1709
- Herrschaft und Burg Schönfels: 1649–1721
- Rittergut Schloss Burkersdorf: 1755[8]
- Rittergut Ottendorf: 1681–1945
- Grundherrschaft Großhartmannsdorf: 1730–1930
- Herrschaft Liebstadt (Schloss Kuckuckstein) mit den Dörfern Wingendorf, Herbergen, Göppersdorf, Döbra und Berthelsdorf: 1775–1931
- Grundherrschaft Oberschöna mit Oberreichenbach und Kirchbach (bei Freiberg/Sa.): seit 1784
- Gut Falkenhain: 1786–1945
- Gut Heyda bei Falkenhain: 1857–1945 und wieder nach 1990
- Gut Steina bei Waldheim, heute ein Ortsteil von Hartha: ca. 1785
- Freigut Fördergersdorf, heute Ortsteil von Tharandt: bis 1885
- Gut Eulenfeld, Eilenburg: 1928–1994
- Rittergut Neusorge
- Rittergut Arnsdorf

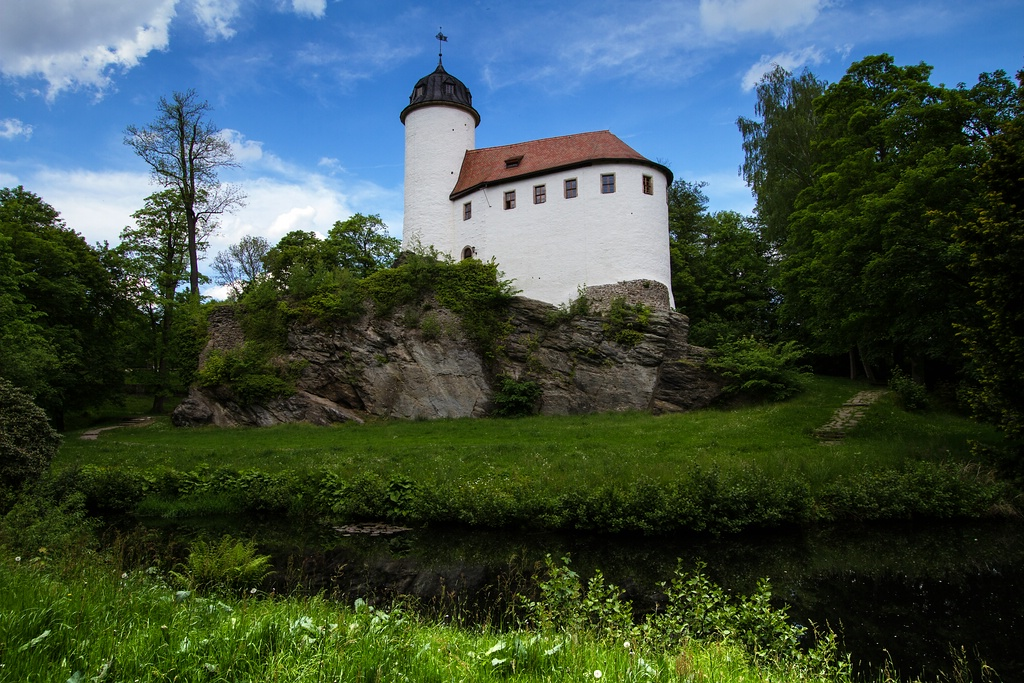
Burg Rabenstein
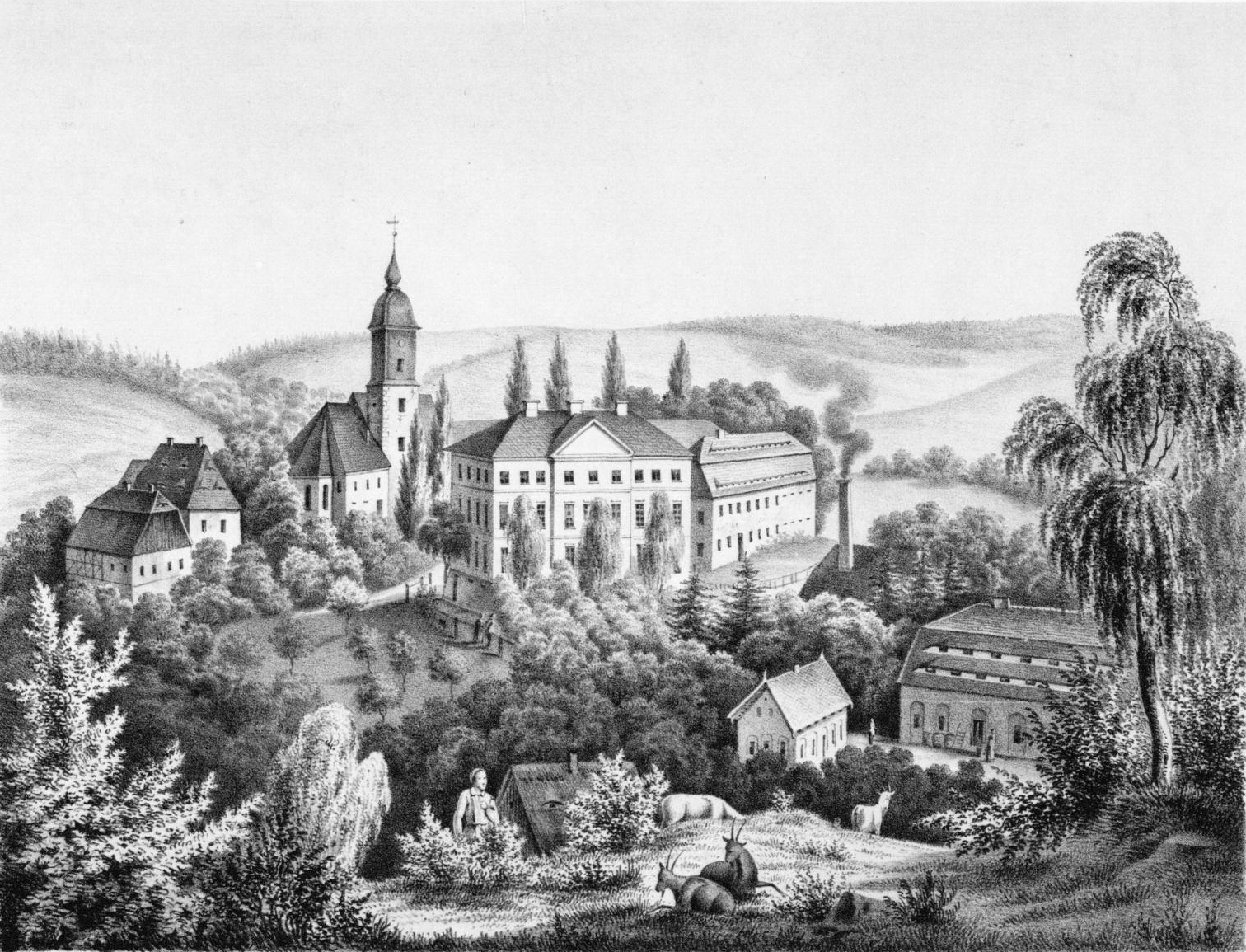
Rittergut Oberschöna (um 1860)
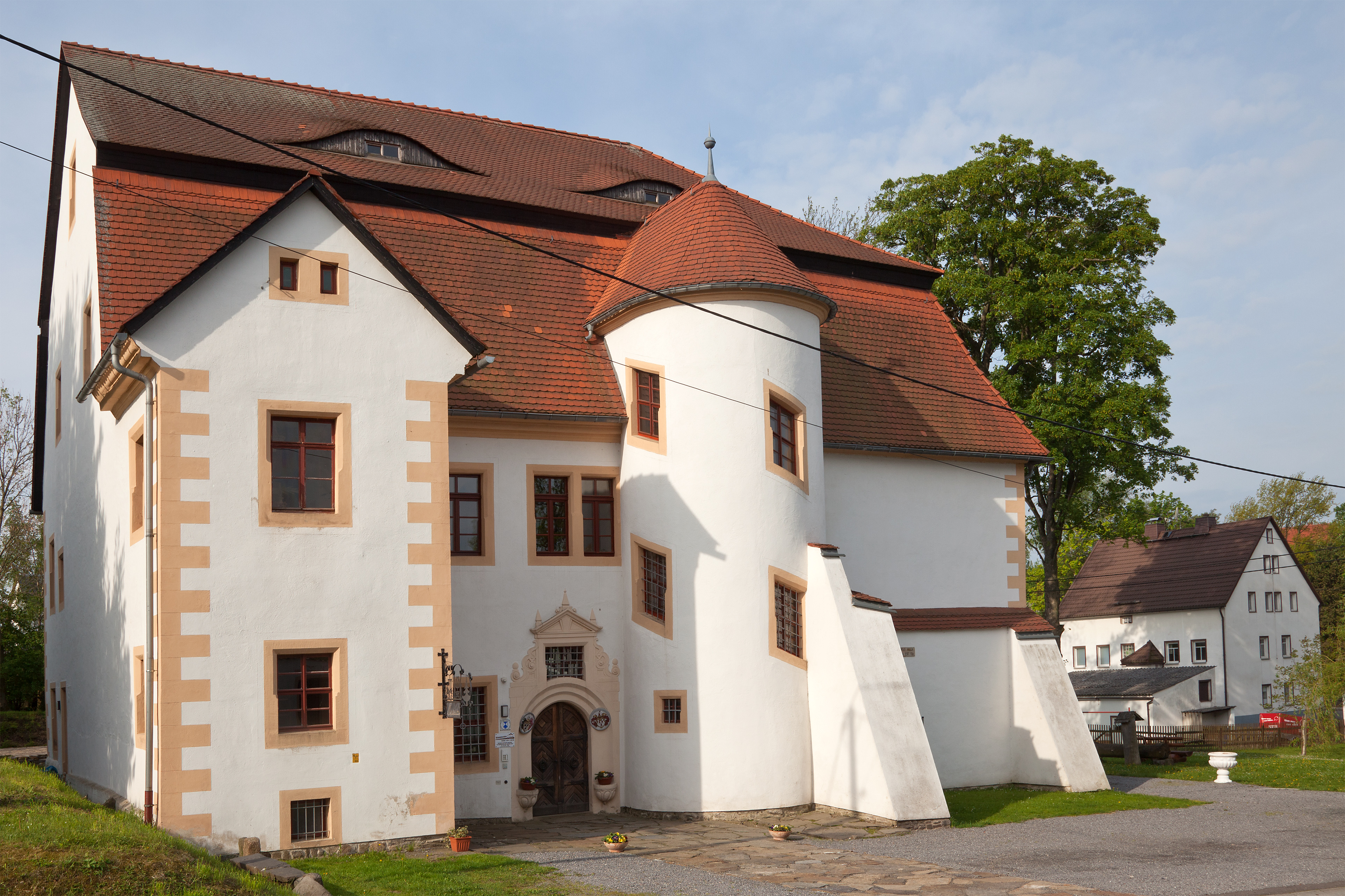
Rittergut Großhartmannsdorf
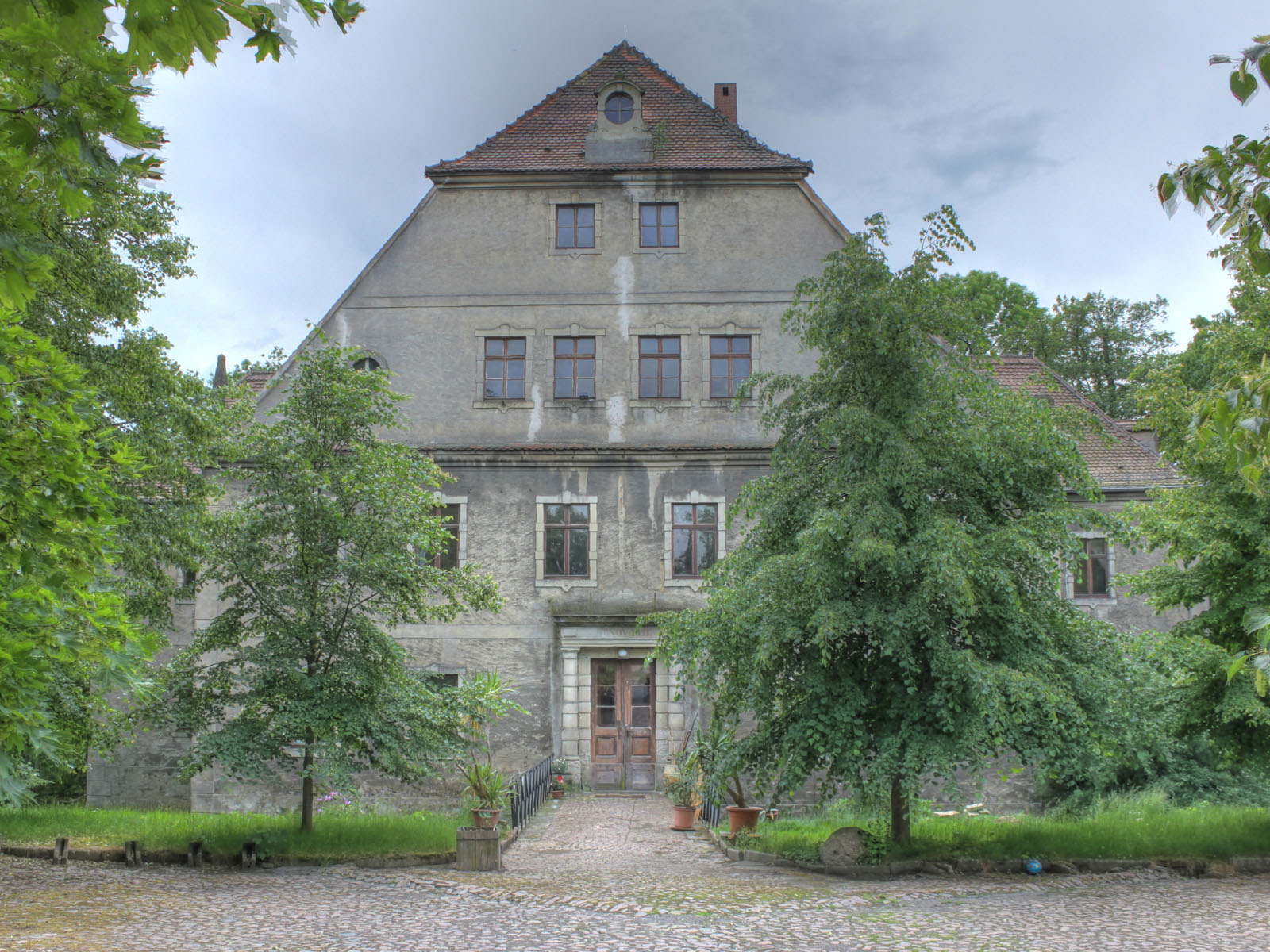
Rittergut Falkenhain
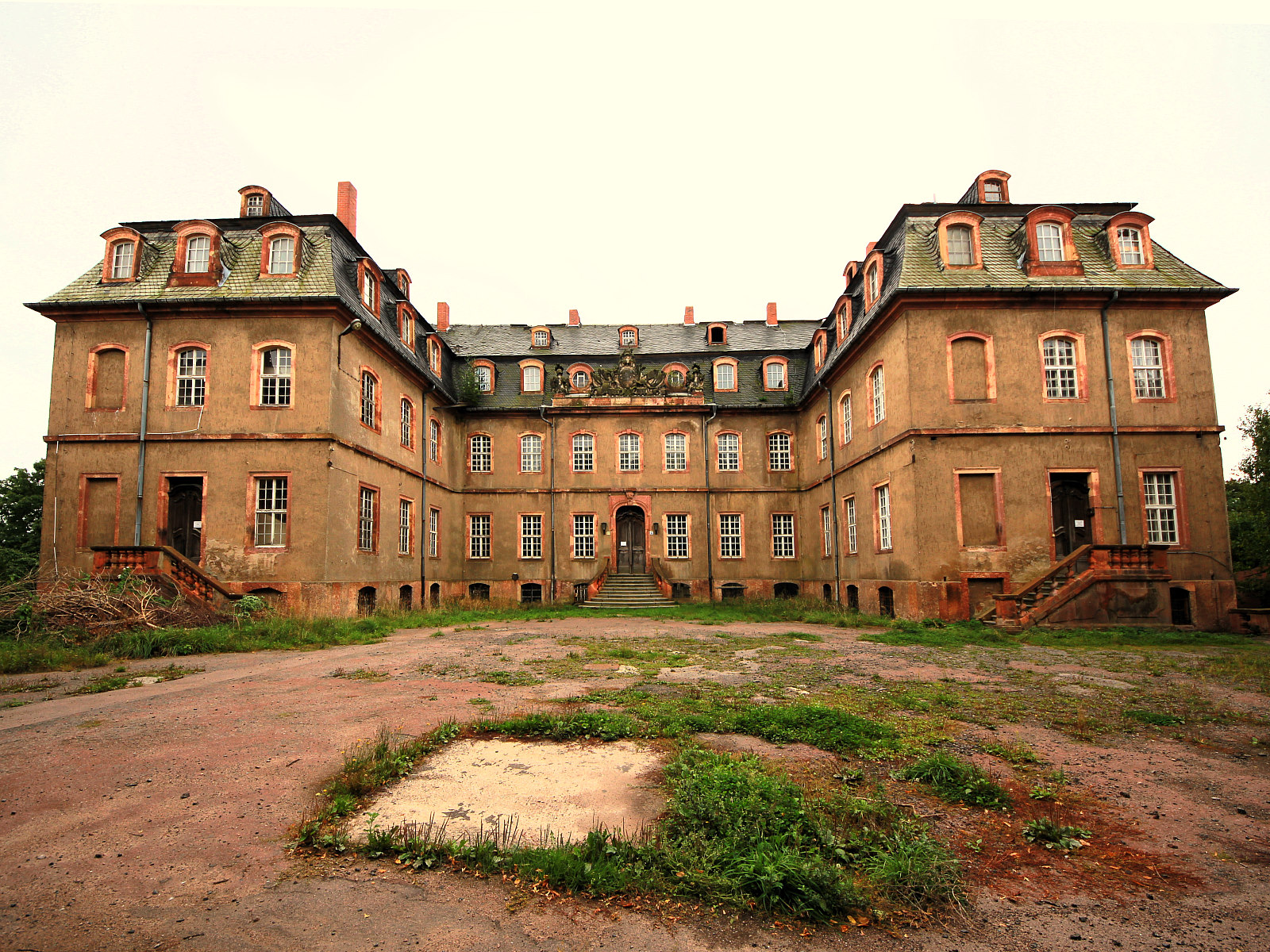
Schloss Neusorge
Rittergut Ottendorf
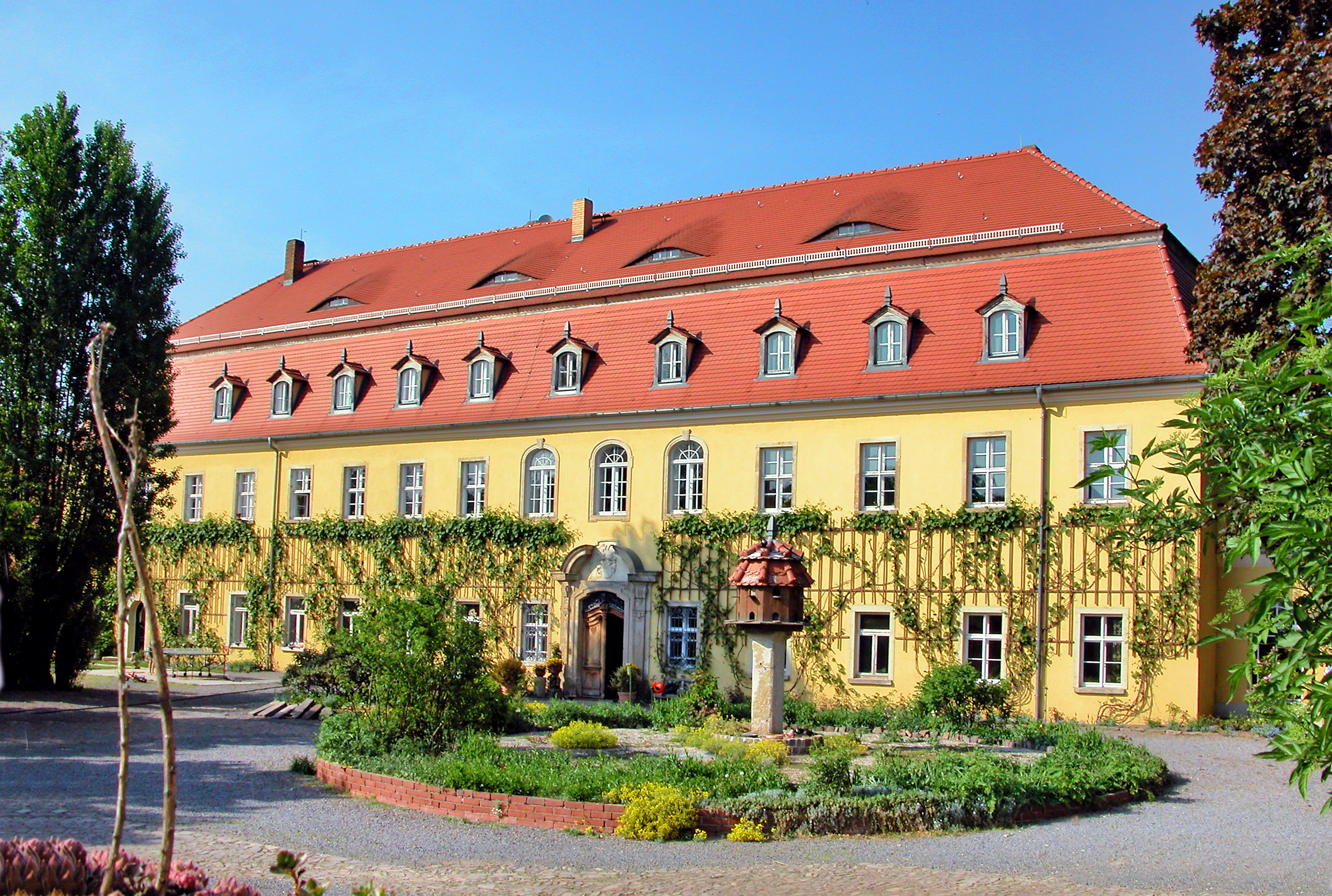
Schloss Heyda

## Bekannte Familienmitglieder
- Adolf von Carlowitz (1900–1966), deutscher Staatsbeamter
- Adolph von Carlowitz (1858–1928), sächsischer Kriegsminister, General der Infanterie, Oberbefehlshaber
- Albert von Carlowitz (1802–1874), sächsischer und preußischer Politiker; Sohn von Hans Georg
- Albrecht von Carlowitz (1837–1924), preußischer Generalmajor
- Anton von Carlowitz (1785–1840), Dirigierender Staatsminister in Sachsen-Coburg und Gotha
- Carl Adolf von Carlowitz (1771–1837), General unter dem russischen Zaren Alexander I. von Russland
- Christoph von Carlowitz (1507–1578), sächsischer Diplomat
- Christoph Rudolph von Carlowitz (1656–1723), königlich-polnischer und kurfürstlich-sächsischer Hofbeamter
- Dietrich Carl von Carlowitz (1839–1890), Rittergutsbesitzer und Mitglied des Deutschen Reichstags
- Georg von Carlowitz (um 1471–1550), sächsischer Hofrat
- Georg von Carlowitz (Offizier) (1866–1945), sächsischer Offizier und Kommandeur des Militär-St.-Heinrichs-Ordens
- Georg Carl von Carlowitz (1616–1680), sächsischer Oberforst- und Landjägermeister
- Georg Heinrich von Carlowitz (1807–1857), sächsischer Amtshauptmann
- Georg Karl von Carlowitz (Generalmajor) (1658–1700), kursächsischer Generalmajor
- Georg Karl von Carlowitz (Oberst) (1717–1771), preußischer Oberst
- Georg Anton von Carlowitz (1866–1945), Oberst[9]
- Hans von Carlowitz (Bürgermeister) († 1493), deutscher Gewandschneider und Politiker, Bürgermeister von Dresden
- Hans von Carlowitz (Beamter) (1527–1578), deutscher Beamter
- Hans Carl von Carlowitz (1645–1714), deutscher Kameralist und Beamter
- Hans Georg von Carlowitz (1772–1840), deutscher Politiker
- Hans von Carlowitz (General, 1849) (1849–1904), sächsischer Generalmajor
- Hans von Carlowitz (General, 1857) (1857–1930), sächsischer Generalleutnant
- Hans von Carlowitz-Hartitzsch (1851–1903), sächsischer Hofmarschall von König Albert
- Hermann von Carlowitz-Maxen (1811–1880), Bevollmächtigter der Herrschaft Wildenfels und Mitglied des Sächsischen Landtages (1839/40)
- Job von Carlowitz (1806–1866), sächsischer Generalmajor
- Leo von Carlowitz (1846–1907), sächsischer Generalleutnant
- Nicolaus II. von Carlowitz, Bischof von Meißen (1550–1555)
- Oswald von Carlowitz (General) (1825–1903), königlich sächsischer General der Kavallerie und Generaladjutant des Königs von Sachsen
- Oswald von Carlowitz (Verwaltungsbeamter) (1859–1910), deutscher Verwaltungsbeamter im Königreich Sachsen
- Sigismund Friedrich von Carlowitz von 1690 bis 1696 (†) Komtur des Deutschen Ordens in Buro (Anhalt)
- Viktor von Carlowitz-Maxen (1809–1856), deutscher Heraldiker
- Wilhelm von Carlowitz (* 1944), deutscher Unternehmer und Politiker (CDU)

sowie:
- Esther von Kirchbach (1894–1946), geb. von Carlowitz; Tochter von Adolph von Carlowitz